# 盖辛根
盖辛根（德語：Geisingen，發音：[ˈɡaɪzɪŋən] ⓘ）是德国巴登-符腾堡州弗赖堡行政区图特林根县的城市，面积73.75平方千米，2023年12月31日人口为6,315人。